# Ilmi Hallstén
Ilmi Hallstén, född 1862, död 1936, var en finländsk feminist och politiker. Hon var ordförande för Finsk kvinnoförening 1913–1936. Hon var riksdagsledamot 1919–1922. 
Hallstens föräldrar var pastor Karl Selim Fritiof Bergroth och Kristina Strömberg. Hon tog examen från en flickskola 1878 och från en finsk forskarskola 1881. Hallsten arbetade till en början vid Sahlbergs svenska flickskola som finska språklärare 1879–1890 och som skoldirektör 1889–1890, samt bland annat språklärare i finska vid Lyceum för gossar och flickor 1891–1893 och lärare vid Nya svenska samskolan. Hon var även lärare vid Helsingfors finska församlingsskola 1901–1905 och lärare vid Nya svenska flickskolan 1909–1932 samt arbetade vid Finska forskarskolan som handledare för folkbildningens lärarpraktik och lärare i samhällskunskap 1905–1925. Den nämnda linjen hade hon själv planerat 1916.
Hallsten var representant för koalitionen 1919–1922 från Åbo läns norra valdistrikt. Hon var sekreterare och ordförande för koalitionens kvinnoförbund och Finlands kvinnoförbund, vice ordförande i arbetsutskottet för general Mannerheims barnskyddsförening och ordförande i styrelsen för Helsingfors hemslöjdsskola. Hallsten representerade Finlands Kvinnors Riksförbund vid flera internationella kongresser.
Hallsten gav ut finskspråkiga läroböcker och pjäsen La situation de la femme en Finlande 1924, som även utkom på tyska och finska. Samma år redigerade och skrev hon också delvis verket Pioneer Women. Medan hon arbetade i Mannerheims Barnskyddsförening ledde hon arbetsgruppen som ursprungligen utvecklade den cirkulära korgen.